# Heinrich Stockmann (Bildhauer)

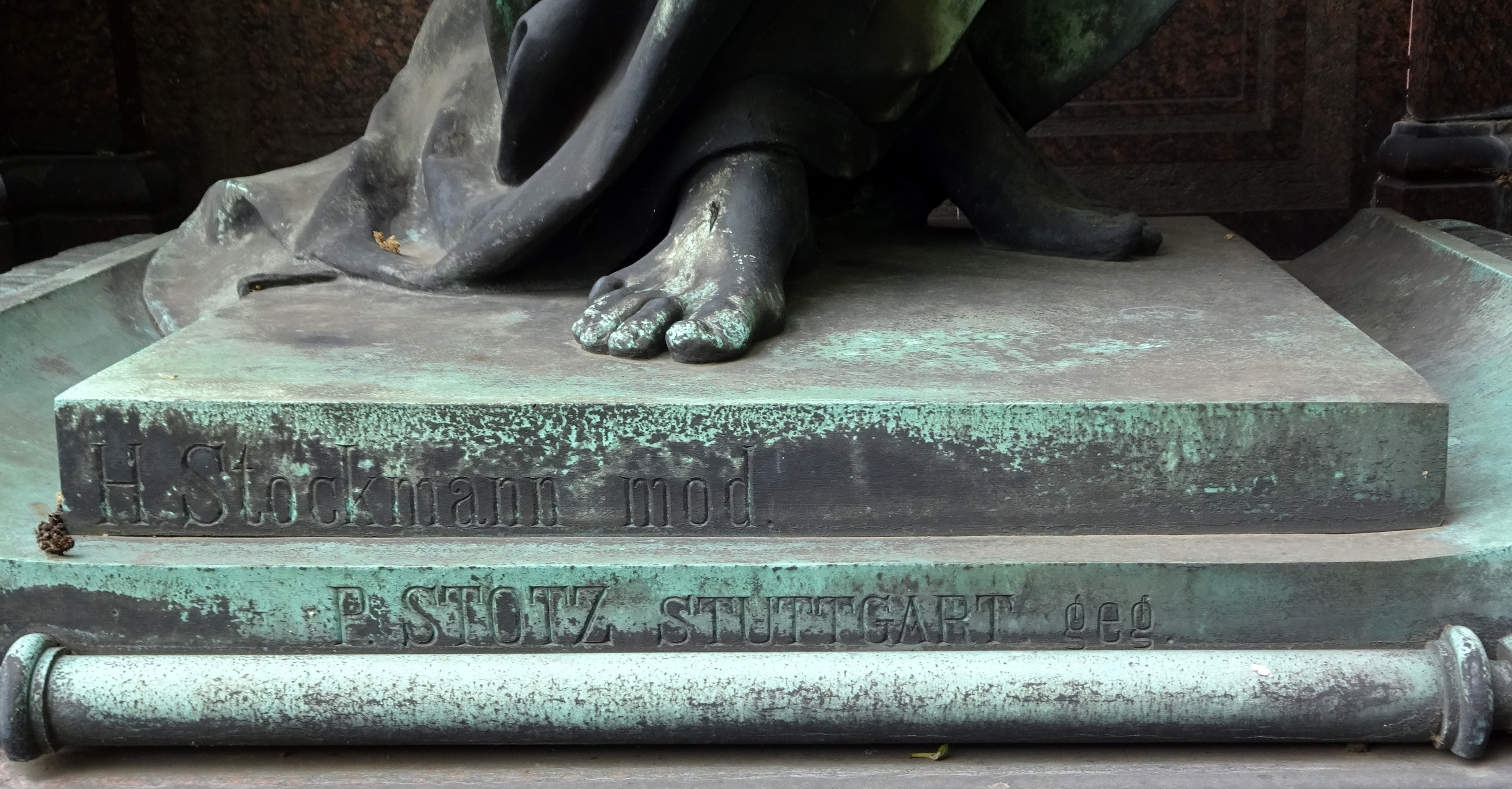
Signatur

Heinrich Stockmann (* 5. September 1859 in Einen, Kreis Warendorf; † 1906 in Bonn) war ein deutscher Bildhauer.

## Leben

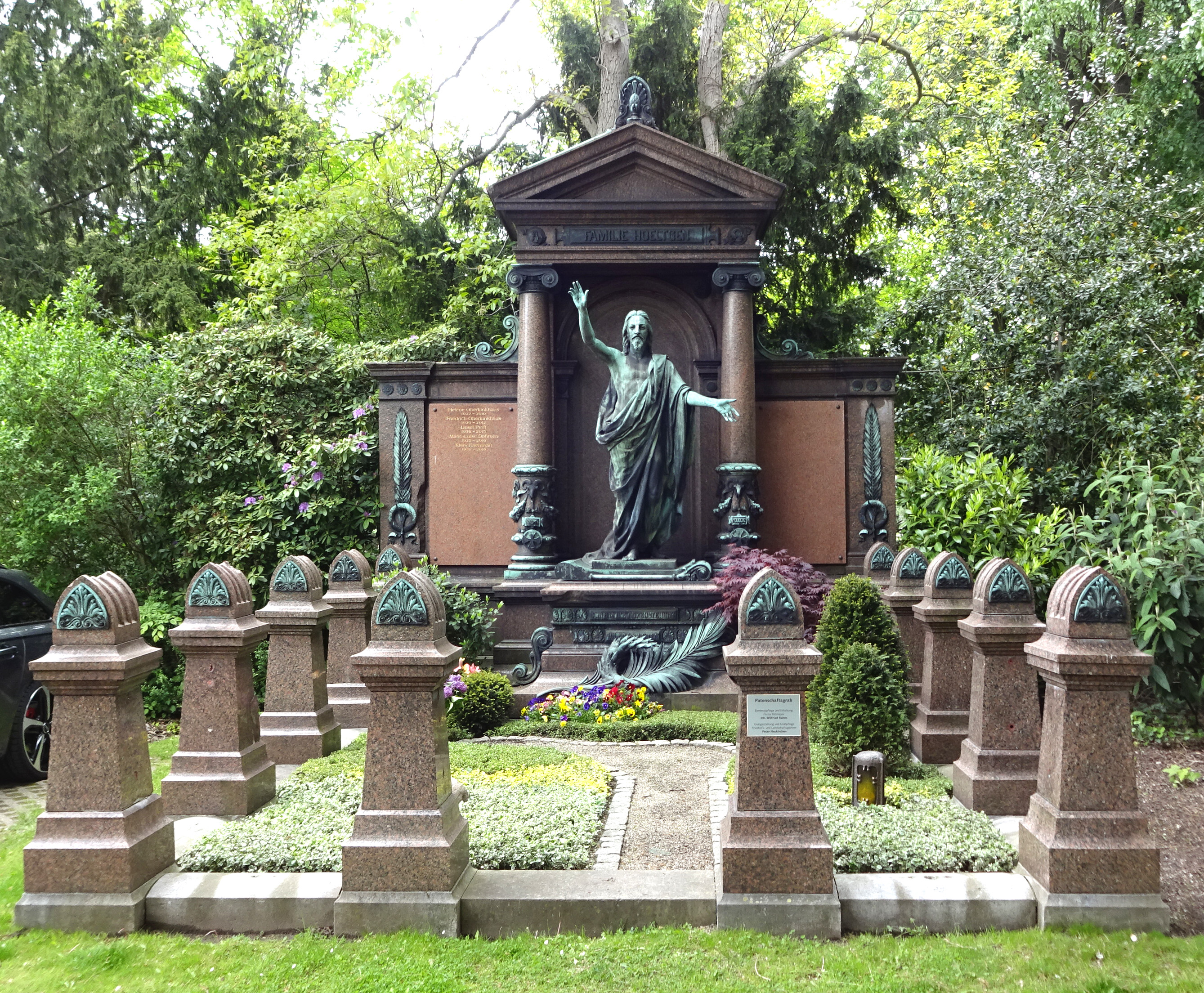
Grabstätte der Familie Hoeltgen auf dem Nordfriedhof Düsseldorf

Nach einer Holzschnitzer- und Bildhauerlehre studierte Stockmann von 1884 bis 1890 bei August Wittig an der Kunstakademie Düsseldorf Bildhauerei. Bis 1894 lebte er in Düsseldorf. 1896 gehörte er mit August Bauer, Franz Dorrenbach und Wilhelm Fassbinder zu den Gründern des „Vereins zur Förderung der Bildhauerkunst in Rheinland und Westfalen“. Ab 1897 lebte er in Köln.
Stockmann fertigte Entwürfe zu öffentlichen Denkmälern, die er teilweise auch ausführen konnte. In einem Wettbewerb um Denkmäler für Kaiser Wilhelm I. und Königin Luise in Mülheim an der Ruhr errang Stockmann 1887 den ersten Preis. Für den Marktplatz von Ronsdorf schuf er 1889 das Zweikaiserdenkmal mit Bronze-Standbildern der Kaiser Wilhelm I. und Friedrich III. 1890 kamen seine Figuren auf dem dort bereits bestehenden Kriegerdenkmal zu stehen. In einer Konkurrenz um das Kaiser-Kanzler-Denkmal in Ruhrort (1896) bekam er für seinen Entwurf den 3. Preis. Zusammen mit Franz Dorrenbach schuf er bis 1903 das Kaiserin-Auguste-Denkmal für den Kaiser-Wilhelm-Ring in Köln. Darüber hinaus führte Stockmann bedeutende private Grabdenkmäler aus, darunter einen auferstandenen Christus für die Grabstätte der Familie Hoeltgen auf dem Golzheimer Friedhof in Düsseldorf (später transloziert auf den Nordfriedhof Düsseldorf), deren Bronzen von Paul Stotz in Stuttgart gegossen wurden.